# 瓦哈卡
瓦哈卡（西班牙語：Oaxaca），全名瓦哈卡德华雷斯（Oaxaca de Juárez，IPA：[waˈxaka ðe ˈxwaɾes])，是墨西哥瓦哈卡州的首府和最大的城市，人口593,522（2010年）。它位于该州中央山谷的中心区。瓦哈卡市老城区是联合国教科文组织认定的世界遗产，阿尔班山遗址为薩波特克文明時期的首都，目前是墨西哥瓦哈卡州一座位在山顶上的考古区。
遗产旅游是该市经济的重要组成部分，它有许多殖民时代的建筑，以及重要的考古遗址和延续的萨波特克和米斯特克本土文化的元素。1987年，这座城市与附近的阿尔班山遗址一起被联合国教科文组织指定为世界遗产。这里是为期一个月的文化节“Guelaguetza”的举办地，该节以七个地区的瓦哈卡舞蹈、音乐和土著妇女选美为特色。
这座城市也被称为la Verde Antequera（绿色安特克拉），因为它以前的西班牙语名字新安特克拉（Nueva Antequara）和用当地绿色石头建造的各种建筑。瓦哈卡这个名字来源于纳瓦特尔语对这个地方的称谓，Huaxyacac，它被西语化为Guajaca，后来拼写为Oaxaca。1872年，“de Juárez”被添加以纪念贝尼托·华雷斯，他是该州的本地人，于1852年至1872年担任总统，并领导国家应对挑战，包括法国的入侵。萨波特克人（Tlacolula Zapotec）中仍然使用该市的萨波特克语名称Ndua。该市的盾徽上有多纳希（Donají）的形象，她是一名萨波特克妇女人质，在征服后的冲突中被米斯特克人杀害并斩首。

## 历史

### 早期定居点

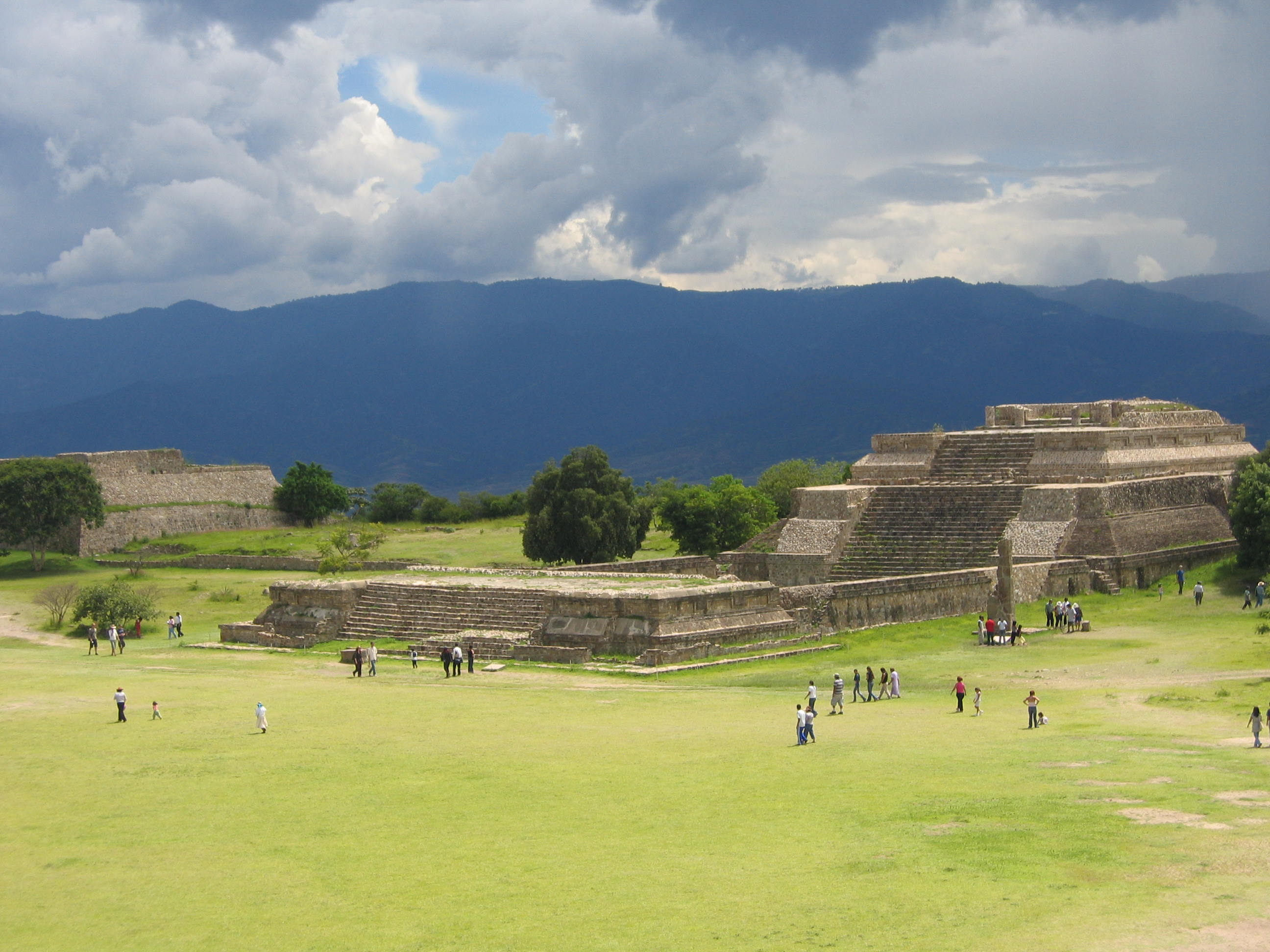
阿尔班山遗址上的神庙

萨波特克人和米斯特克人在瓦哈卡谷定居了数千年，尤其是与阿尔班山和米特拉的重要古代中心有关。现代城市瓦哈卡相对靠近他们发展。阿兹特克人于1440年进入山谷，并将其命名为“Huaxyacac”，这是纳瓦特尔语的一个短语，意思是“huaje”（银合欢）树中。他们在现在被称为Cerro（大山）del Fortín的地方建立了一个战略军事阵地，以监督萨波特克的首都萨阿齐拉（Zaachila），并确保墨西哥谷、特万特佩克和现在的中美洲之间的贸易路线。
当西班牙人于1521年抵达时，萨波特克人和米斯特克人卷入了他们众多战争中的一场。西班牙的征服结束了这场战斗，给该地区带来了一种帝国式的和平。与此同时，西班牙天主教传教士开始向土著人民传教，敦促他们皈依。

### 殖民地时期
1521年晚些时候，西班牙第一支前往瓦哈卡的探险队抵达，由弗朗西斯科·德·奥罗斯科上尉率领，400名阿兹特克战士陪同。埃尔南·科尔特斯派弗朗西斯科·德·奥罗斯科去瓦哈卡，因为蒙特苏马二世说过阿兹特克人的黄金来自那里。奥罗斯科率领的西班牙探险队开始建造一座西班牙城市，阿兹特克军事哨所位于塞罗德弗尔丁的基地。

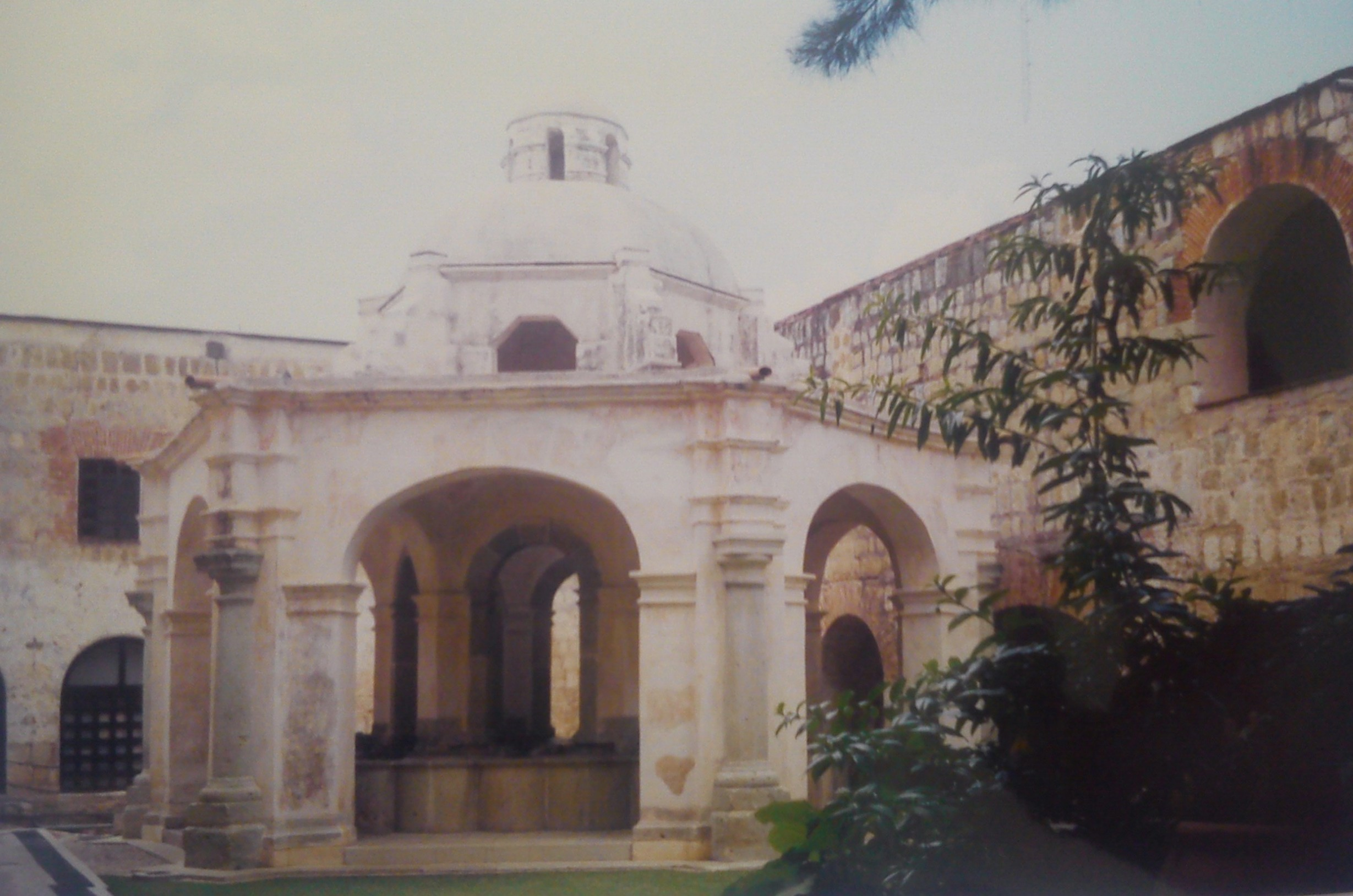
“洗衣房”旧址，（修女们过去常常在那里手工洗衣服），是瓦哈卡市的一个前修道院，现在是卡米诺皇家酒店的一部分

瓦哈卡第一次弥撒是由牧师胡安·迪亚斯在阿托亚克河畔的一棵大树下举行的，圣胡安·德·迪奥斯教堂之后将在那里建造。这位牧师除了保留他们的纳瓦特尔语名字外，还为周围的村庄添加了圣徒的名字：圣玛利亚瓦哈卡、圣马丁墨西卡班、圣胡安查普特佩克等。这群西班牙人选择了他们的第一任市长古铁雷斯·德·巴达霍克和他们的第一个市镇议会，并于1522年开始建造瓦哈卡大教堂。他们的定居点名称是瓜哈卡（Guajaca），阿兹特克人使用的纳瓦特尔语的西班牙化名称（后来拼写为Oaxaca，即瓦哈卡）。
这个相对独立的村庄不适合埃尔南·科尔特斯，他想控制整个地区的权力。科尔特斯派了佩德罗·德·阿尔瓦拉多，后者随后赶走了该村的大部分人口。最初的西班牙定居者呼吁西班牙王室承认他们在1526年建立的村庄，并将土地分给了奥罗斯科探险队的西班牙人。但三个月后，科尔特斯再次驱逐了村里的人口，并用他自己任命的人取代了镇议会。最初的创始人再次向西班牙王室提出上诉，这次是向墨西哥城的总督努尼奥·德·古兹曼提出上诉。他也站在最初的创始人一边；1529年，他们重建了这座城镇，并将其命名为安特克拉，以纪念德·古兹曼的家乡。弗朗西斯科·德·埃雷拉召集了新的、经王室批准的市议会。胡安·佩拉埃斯·德·贝里奥为新定居点站台。
与此同时，科尔特斯从王室获得了瓦哈卡谷侯爵的头衔，该山谷包含了有争议的村庄。这使他能够要求在该地区征收高额税款，并控制村庄周围的领土。这个村庄不得不在被其他响应科尔特斯的村庄包围的情况下生存下来。这些村庄不仅没有接受安特克拉的命令，而且对安特克拉怀有敌意，很可能是受到了科尔特斯的鼓动。
为了应对这种情况，该村向王室请愿，要求将其提升为城市的地位，这将赋予其某些权利、特权和例外情况。它还将确保定居点继续由国王而不是科尔特斯直接控制。1532年，西班牙的查理五世批准了这份请愿书。

### 墨西哥早期
1821年墨西哥独立后，该市成为直辖市的所在地。该市和直辖市的名称都由安特克拉改为瓦哈卡。1872年，“de Juárez”被添加到城市和市镇的名称中，以纪念贝尼托·华雷斯，一个土生土长的孩子，他在这里开始了他的法律和政治生涯，从1858年起担任墨西哥总统，直到1872年去世。

### 现代历史
2006年瓦哈卡州的抗议活动源于2005年的州行动。瓦哈卡州新任州长乌利塞斯·鲁伊斯·奥尔蒂斯禁止在州府的主要广场和历史中心举行政治示威。他采取行动，使索卡洛成为一个现代化的旅游景点，将州立法机构大楼变成了博物馆。2005年夏天，瓦哈卡州的城市中产阶级加入了反对这些决定的抗议活动。
2006年5月，全国教师工会举行了一年一度的索卡洛占领活动，这是自1989年以来每年夏天举行的工会谈判策略和当地传统。经过一年的抗议和对新州长日益增长的抵制，2006年夏天占领广场吸引了比平时更多的教师参与。
不久后，政府宣布提高教师的工资和就业福利。当地教师工会的内部冲突导致人们指责谈判实际上不符合教师的最大利益。6月14日晚，州警察袭击了仍躺在索卡洛的教师，并向他们施放催泪瓦斯，这引发了公众对州长鲁伊斯和执政的革命制度党的更多愤怒。
许多团体与教师工会合并，成立了瓦哈卡州人民大会（Popular Assembly of the People of Oaxaca，缩写APPO）。这次集会捍卫几个社区和组织反对政府镇压的权利，特别是“caravanas de la muerte”——由政府特工组成的敢死队乘坐警车在城市巡逻。议会还关闭了政府大楼，封锁了通往该市的道路，并用荣誉的Cuerpo de Topiles取代了该市的警察部队，这是一支基于土著社区警务传统的民事法律部队。
2006年10月，总统比森特·福克斯派遣了一万多名准军事人员夺回了对该市的控制权。武装冲突导致许多人死亡，包括Indymedia记者布拉德利·罗兰德·维尔、罗伯托·洛佩斯·埃尔南德斯和霍尔格·阿尔贝托·贝尔特兰。12月下旬，教师工会领导人宣布结束罢工。APPO的几名领导人被捕。这些基层组织继续与地方和州政府发生冲突，但最终所有路障都被拆除，他们接管了城市的控制权。

## 地理

### 气候
瓦哈卡州属于热带稀树草原气候（柯本气候分类Aw），由于海拔高，与亚热带湿润气候（Cwa）非常接近。在旱季，白天的温度保持温暖，最凉爽的月份12月的平均温度为27.1°C（80.8°F），而在雨季开始前的4月，平均温度为33.3°C。尽管白天气温温暖，但夜间气温凉爽，1月份的平均气温为9°C（48°F）。由于其海拔1555米（5102英尺），瓦哈卡州的气候比同纬度的低地地区凉爽。降雨集中在夏季，6月最潮湿，平均降水量为171毫米（6.7英寸）。

## 经济与旅游

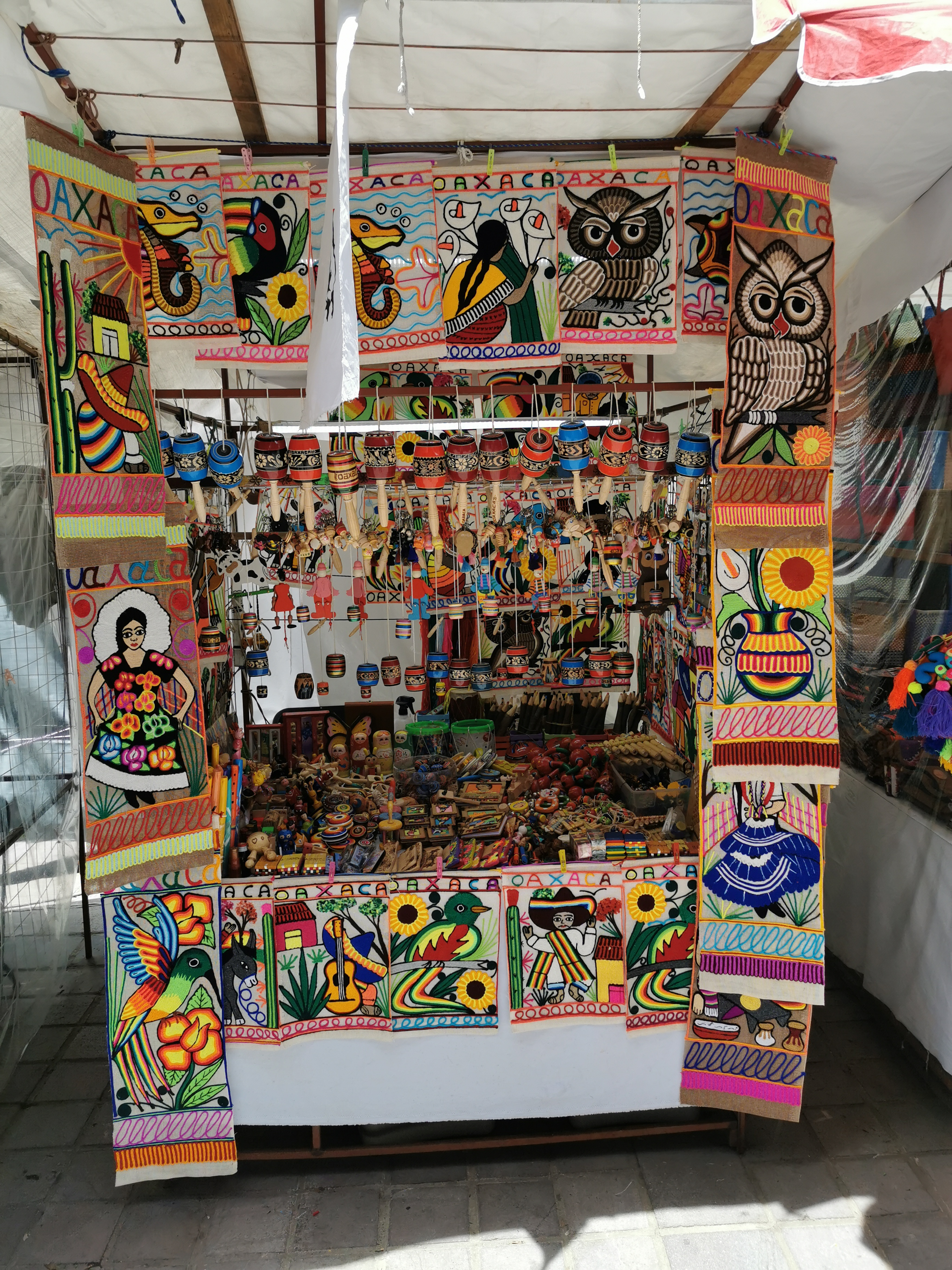
位于索卡洛（宪法广场）的一家纪念品摊贩

这座城市是该州的主要景点，该州在经济上也依赖旅游业。从1984年到2009年，旅游业发展成为瓦哈卡州经济的主导因素。吸引人的是瓦哈卡谷葱郁的景观，以及这座城市本身的建筑和文化魅力。 瓦哈卡市77%的人口拥有与旅游业相关的就业机会。2006年瓦哈卡州的抗议活动对旅游收入产生了严重的负面影响。第二大经济部门是采矿业和制造业，它们雇佣了20%的劳动力。
市中心被列入联合国教科文组织指定的世界遗产，以表彰其历史建筑和纪念碑的瑰宝。旅游活动在三个季节达到高峰：圣周、夏季（尤其是在Guelaguetza期间）和新年。许多在圣周和新年期间前来的游客来自墨西哥其他地区，其中包括从工作地点返回的瓦哈卡人。大多数国际游客都是在夏天来的。

## 节日和传统

### 盖拉盖查节
盖拉盖查节，也被称为Fiestas de los Lunes del Cerro（山丘上的星期一节），是该市的主要文化活动，起源于前西班牙时代。“山丘”是城堡山丘，这里是一年一度的玉米女神森特奥特尔仪式的现场。这座山上有一个由阿兹特克人建造的神圣广场（teocalli）。仪式将以牺牲一位年轻的少女来代表女神而结束。

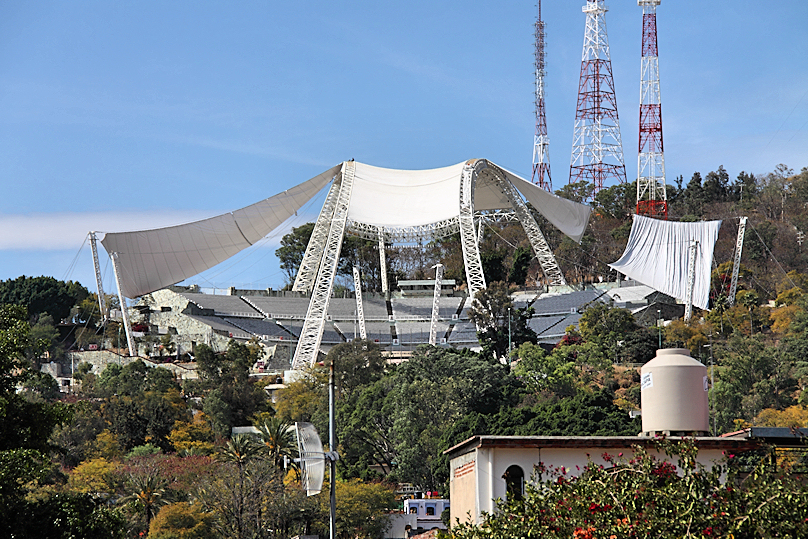
盖拉盖查节礼堂

这种仪式在征服后被西班牙人禁止，他们也摧毁了广场。取而代之的是，他们建造了卡门山圣母教堂，现在被称为卡门阿尔托。最近受洗的米斯特克人和萨波特克人随后用圣母玛利亚的仪式取代了森特奥特尔的仪式，仍然在城堡山丘上进行。
随着时间的推移，这个经过修正的节日成为该市规模最大、最受期待的节日。1932年，瓦哈卡市迎来了其400周年纪念，并决定将这些庆祝活动与城堡山丘的庆祝活动相结合，除了宗教仪式外，还增加了传统舞蹈、音乐、地区美食和选出玛加丽塔·桑塔拉作为第一位瓦哈卡小姐。“盖拉盖查”一词来自萨波特克语，意思是奉献、同情、关心和合作。第一届盖拉盖查节大受欢迎，主办方决定从1953年开始，每年7月的所有星期一都在城堡山丘举办，成为瓦哈卡许多地区节日的混合体。
最初，节日是在城堡山丘脚下举行的，在那里，土地的曲线形成了一个自然的剧院。自1974年以来，活动数量不断增加，已转移到多个不同的场地，包括当时落成的盖拉盖查礼堂。这是一个希腊风格的场馆，可容纳11,400人。
其中一个场地是古斯曼圣道明教堂，作为开幕式的一部分，地区乐队身着五颜六色的服装前来演出。他们从这里游行到瓦哈卡大教堂，在那里他们加入了民间舞蹈团体，如中国瓦哈卡人舞团、Chilenas de Pinotepa Nacional和Jarabes Serranos。另一项重大活动在苏格拉底花园举行，是为瓦哈卡州不同地区的土著妇女举办的选美比赛。获胜者代表女神森特奥特尔，与政府官员一起主持庆祝活动。Bamo Stui Gulal在丹萨广场举行，代表了瓦哈卡和盖拉盖查节本身的历史。广场分为四个象限，每个象限代表瓦哈卡历史上的不同时期。礼堂举办的另一项活动是在征服时期重演多纳希的传奇故事。在城市的街道上，有带着孩子和巨大张子木偶的游行。

### 萝卜之夜
“萝卜之夜”（Noche de Rábano ）是瓦哈卡市的传统。艺术家们展示用大萝卜制作的图案，这些萝卜通常用其他植物材料装饰。这场活动只持续了几个小时，但吸引了该市大部分人口到主广场观看这些作品。它在每年的12月23日举行。
这项活动源于道明会的圣诞节传统，当时他们将在12月23日晚上吃一顿丰盛的晚餐。为了装饰桌子，僧侣的土著仆人会雕刻萝卜，并用鲜花和其他植物装饰它们。这导致了12月23日被称为“萝卜之夜”。这一天会出现一个特殊市场，出售萝卜以及另外两种流行的圣诞植物材料，永生花（Flor Inmoral）和玉米壳。这个市场已经发展成为一个重大的文化活动，现在由市政府赞助，当天人流挤满了主广场。这一天还包括一场比赛，在比赛中，萝卜的创意、技术和美感被评判。

### 多纳希
多纳希（Donají）是前西班牙时代米特拉的萨波特克高阶女性。当她出生时，一位预言家预言她将为祖国而死。当她长大后，萨波特克人参与了他们与米斯特克人的众多战争之一，米斯特克人通常统治该地区。一天，萨波特克战士们把一个囚犯，一个叫努卡诺的米斯特克王子带到了米特拉。多纳希很同情他，治疗他的伤口。努卡诺痊愈后，要求她释放他，她照做了。战争仍在继续，萨波特克国王和多纳希被迫放弃了他们的首都萨阿奇拉（Zaachila）。他们试图进行和平谈判，但米斯特克人不信任萨波特克国王，将多纳希俘虏作为人质。
这发生在征服时期，当时西班牙基督教开始向该国传教。多纳希要求洗礼，并改名为多尼娅·胡安娜·德·科尔特斯（Doña Juana de Cortés）。
正如米斯特克人所担心的那样，萨波特克人破坏了和平条约，在米斯特克人睡觉的时候袭击了阿尔班山。幸存者杀死了他们的人质。后来，在阿托亚克河发现了被斩首的多纳希的遗体。时光荏苒。一天，一个牧羊人来到河边埋葬多纳希的地方。那里长了一朵芳香的百合花。15天后，他回来发现了同一朵花，在同一个地方仍然新鲜芳香，仿佛有一股神秘力量在保存着它。多纳希被砍下的头很荣幸地作为瓦哈卡市纹章的一部分。此外，她的故事每年都会在盖拉盖查节上重演。

### 电影节
每年秋天，瓦哈卡都会举办瓦哈卡电影节。但在2022年被永久取消。

## 食物和饮品
瓦哈卡长期以来一直被认为是“墨西哥的烹饪之都”。瓦哈卡美食最引人注目的方面是它的各种莫利酱，这是一种复杂的酱汁。它们的起源可以追溯到西班牙融合了西班牙和阿拉伯食物。征服后，新世界的配料，如智利穆拉托、miltomate（一种白色的野生小番茄）、番茄、花生、鳄梨叶和巧克力都被纳入其中。虽然在墨西哥的许多地方都可以找到莫利酱，但瓦哈卡州的莫利酱种类最多，包括内格罗（黑色）、科罗拉多（红色）、科罗拉蒂托（淡红色）、奇奇洛、维尔德（绿色）、阿玛里洛（黄色）和曼查曼特勒（“桌布的染色剂”）。它们以糊状物的形式在全市各地的市场上出售，与水混合，与各种肉类一起炖煮。

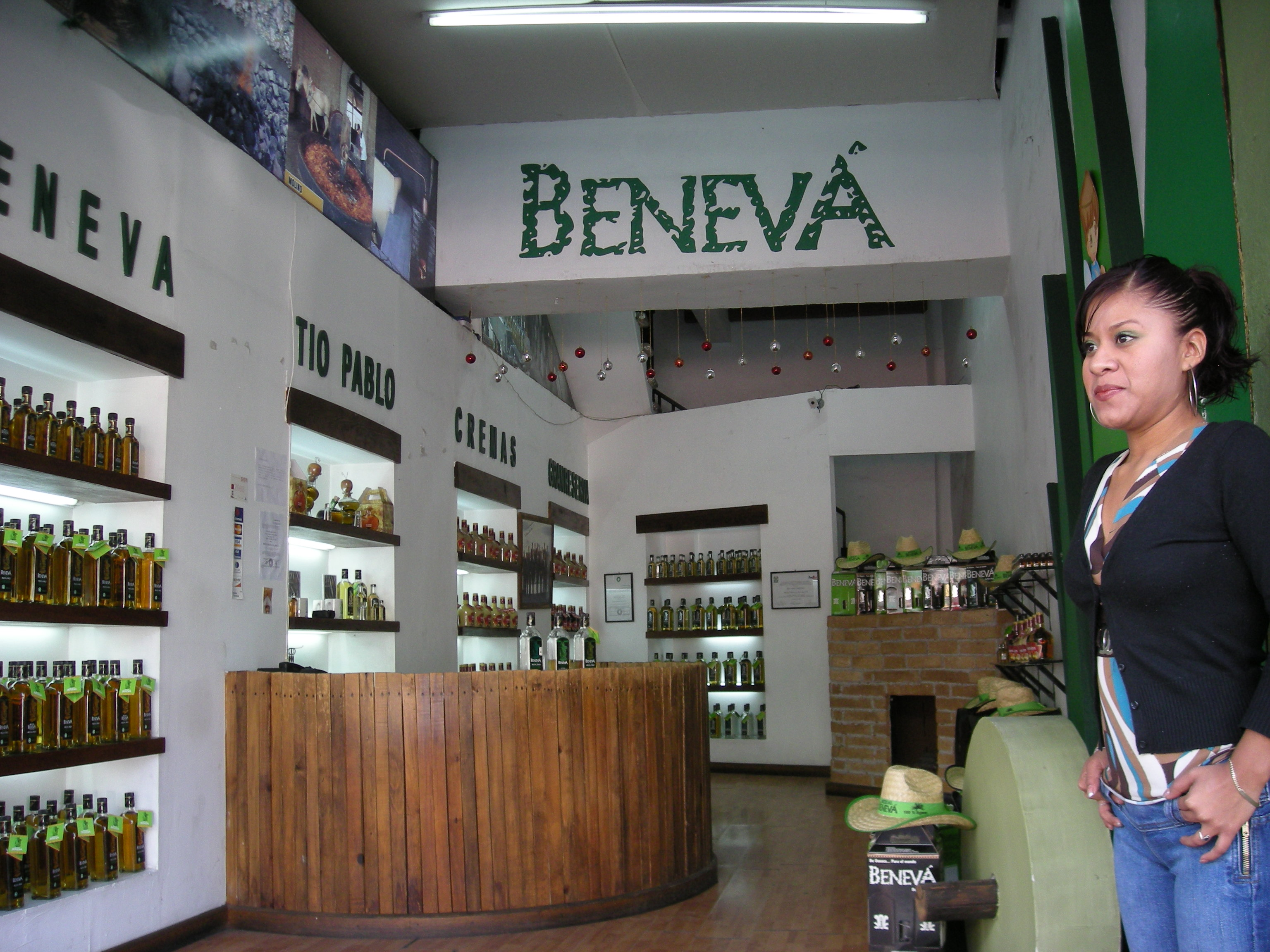
瓦哈卡市内一个梅斯卡尔酒（当地特色的龙舌兰酒）经销商

市场上出售的其他著名食品包括巧克力棒（主要用于制作热巧克力）、传统面包和查普林（辣椒炒蚱蜢）。街头食品包括特拉尤达（Tlayuda），这是一种大而略脆的玉米饼，上面堆着烤牛肉（称为tasajo）、奶酪、西红柿、鳄梨、洋葱等配料。当地饮料包括用水、糖和调味料制成的饮料，如aguamiel（蜂蜜水）、trocitos de melón（西瓜汁）、欧洽塔（米汁）、tuna batida（仙人掌果奶昔）和nuez（坚果汁），以及当地水果，如鱼翅瓜和刺果番荔枝。在附近的特拉科鲁拉和埃胡特拉，一种名为特哈特的土著饮料仍在当地市场上制作和销售，在当地被称为众神的饮料，它是用玉米、可可、可可花和曼密苹果的种子制成的。至于酒精饮料，该地区更喜欢梅斯卡尔酒，它和龙舌兰酒一样是由龙舌兰制成的，但与龙舌兰酒不同的是，它可以由各种不同的植物制成。

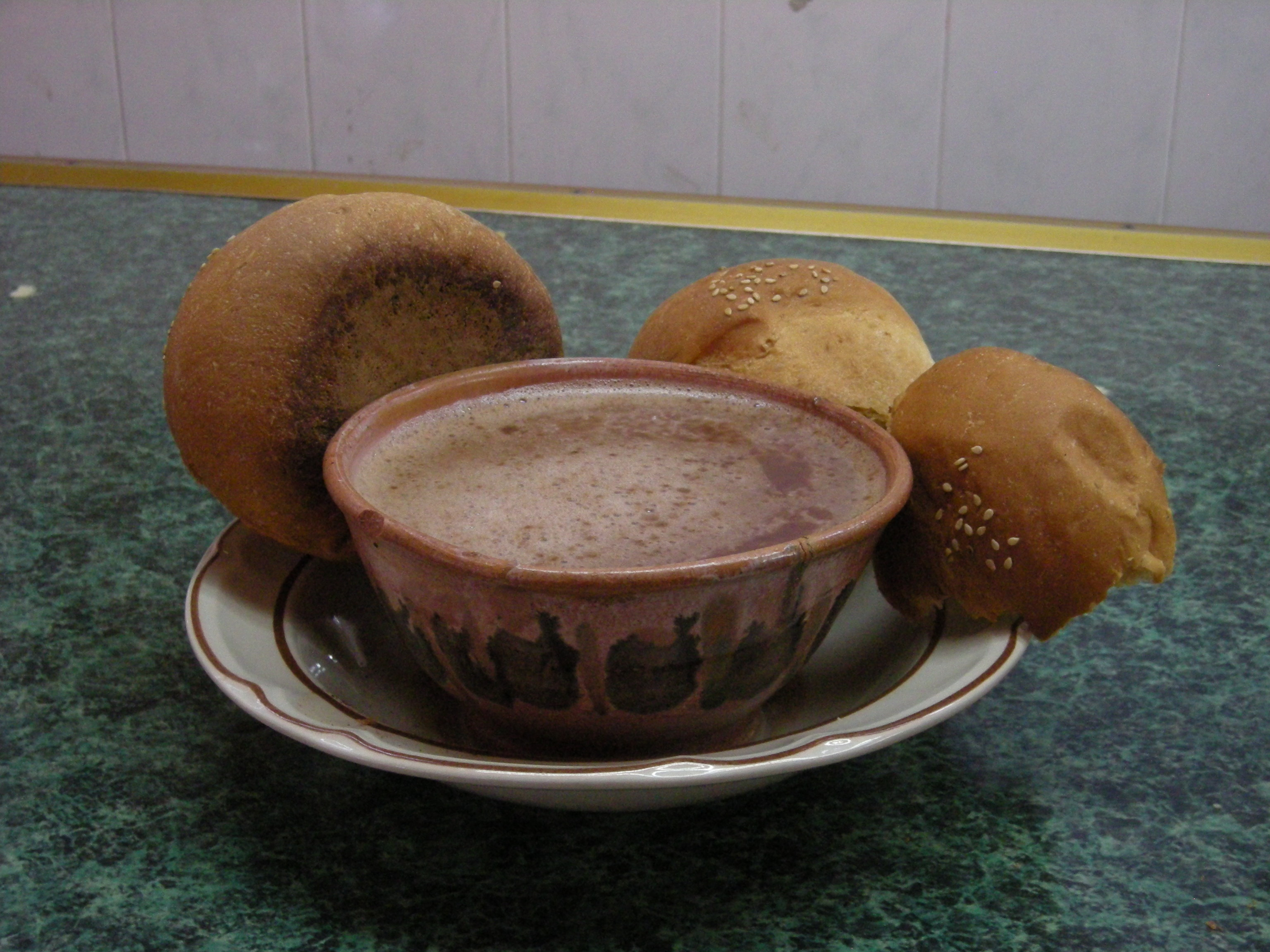
一杯瓦哈卡风格的热巧克力，配上三块蛋黄面包

与墨西哥其他地区一样，早在被征服之前，巧克力就在这里具有特殊的重要性。除了作为食品，它还被用作药物，可可籽被用作货币。这座城市制作的巧克力在墨西哥很有名，因为它以肉桂、杏仁和糖为特色，通常用热水或牛奶制作，装在大咖啡杯里，配上当地的甜卷。

## 知名景点

### 宪法广场

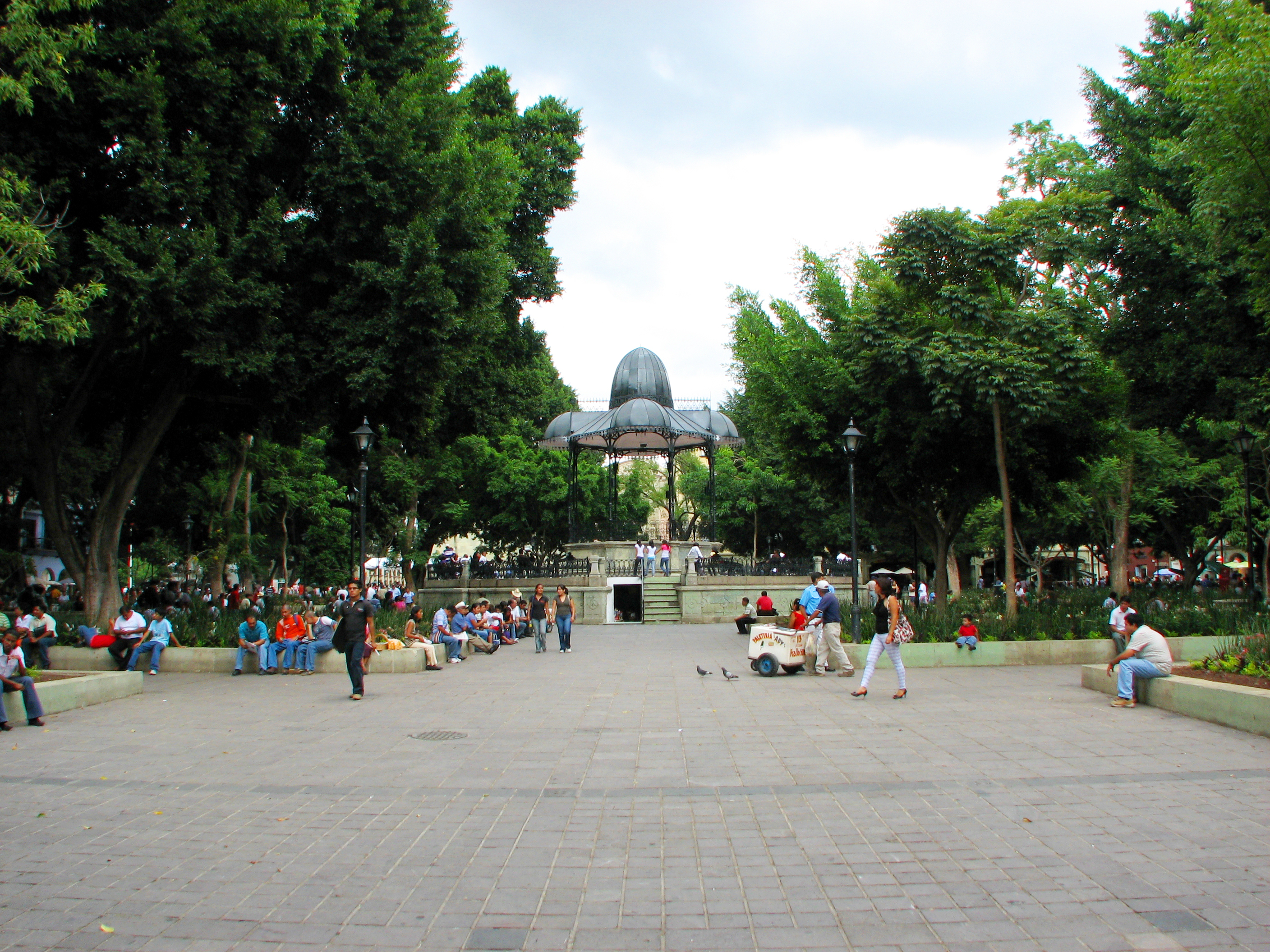
宪法广场（索卡洛）上的演奏台和花园

宪法广场（Plaza de la Constitución，简称索卡洛Zócalo）由胡安·佩拉埃斯·德·贝里奥（Juan Peláez de Berrio）于1529年规划。在整个殖民时期，这个广场从未铺设过路面，也没有人行道，只有1739年在这里建的一个大理石喷泉。1857年，它被移走，放在音乐台上，并种植了树木。1881年，这里的植被被重新排列，1885年，又增加了贝尼托·华雷斯的雕像。1901年，它再次进行了改造，并安装了一个新的新艺术运动乐队看台。1967年安装了带有多变人物的绿色石头喷泉。中间的演奏台有国家音乐乐队、La Marimba和其他音乐团体表演。
广场周围环绕着各种拱廊。广场南侧是戈比尔诺前宫门（Portales de Ex Palacio de Gobierno），该门于2005年被政府腾空，随后重新开放，成为一座名为“空间多样性（Espacio de Diversidad）”的博物馆。其他拱廊包括东侧的“商人之门”、北侧的“看守者之门”和西侧的“上帝之门”。
州政府宫位于主广场上。这个地方曾经是仓库（Alhóndiga）之门，宫殿前面是贝尼托·华雷斯市场。1728年，在西班牙和葡萄牙王子和公主的婚礼上，最初的宫殿落成。建筑风格是哥特式的。目前位于该地的建筑始建于1832年，1870年落成，但直到1887年才完工。里面有反映瓦哈卡州前西班牙时代、殖民时代和独立后历史的壁画。其中大部分是阿图罗·加西亚·布斯托斯在20世纪80年代绘制的。
联邦宫位于大教堂对面，在1902年之前一直是老大主教宫的所在地。它的建筑是“新米斯特克风格”，反映了20世纪初的民族主义，以及米斯特克-萨波特克文化在近代受到的尊重。建筑元素复制了米特拉和阿尔班山的一些建筑元素。
索卡洛的西北部是莱昂林荫道（Alameda de León），这是一个花园区域，基本上是主广场的附属部分。1576年，总督马丁·恩里克斯·德·阿尔曼萨（Martín Enríquez de Almanza）归化出两个城市街区，在上面建造市政府办公室，但它们从未在这里建造。其中一块被卖掉了，另一块变成了市场。瓦哈卡州州长安东尼奥·德·莱昂住在这个市场前，并在19世纪40年代决定将其改建为公园，使其成为墨西哥城阿拉梅达中心的小型复制品。1885年，增加了莱昂的雕像。

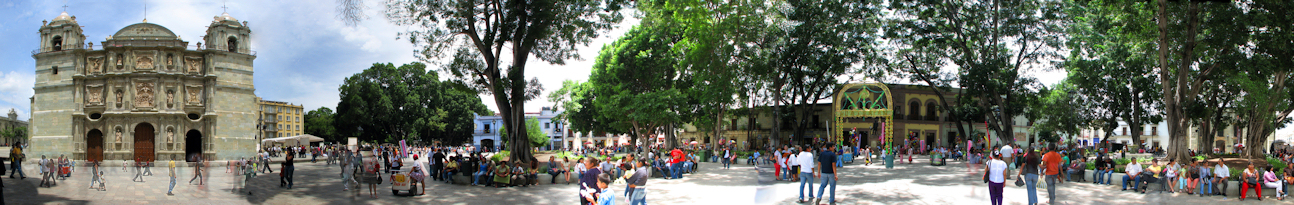
莱昂林荫道广场

### 马塞多尼奥·阿尔卡拉走廊
马塞多尼奥·阿尔卡拉旅游走廊是一条铺有绿色石料（cantera)的街道。它于1985年关闭，现在只对行人开放。沿着街道是著名的地点，如容纳贝尼托·华雷斯自治大学的原建筑。当代艺术博物馆（Museo de Arte Contemporáneo，简称MACO）和拉巴斯蒂达小广场（Plazuela Labastida）以及基督宝血堂区（Parroquia de la Preciosa Sangre de Cristo）都坐落于此。

### 教堂和宗教建筑

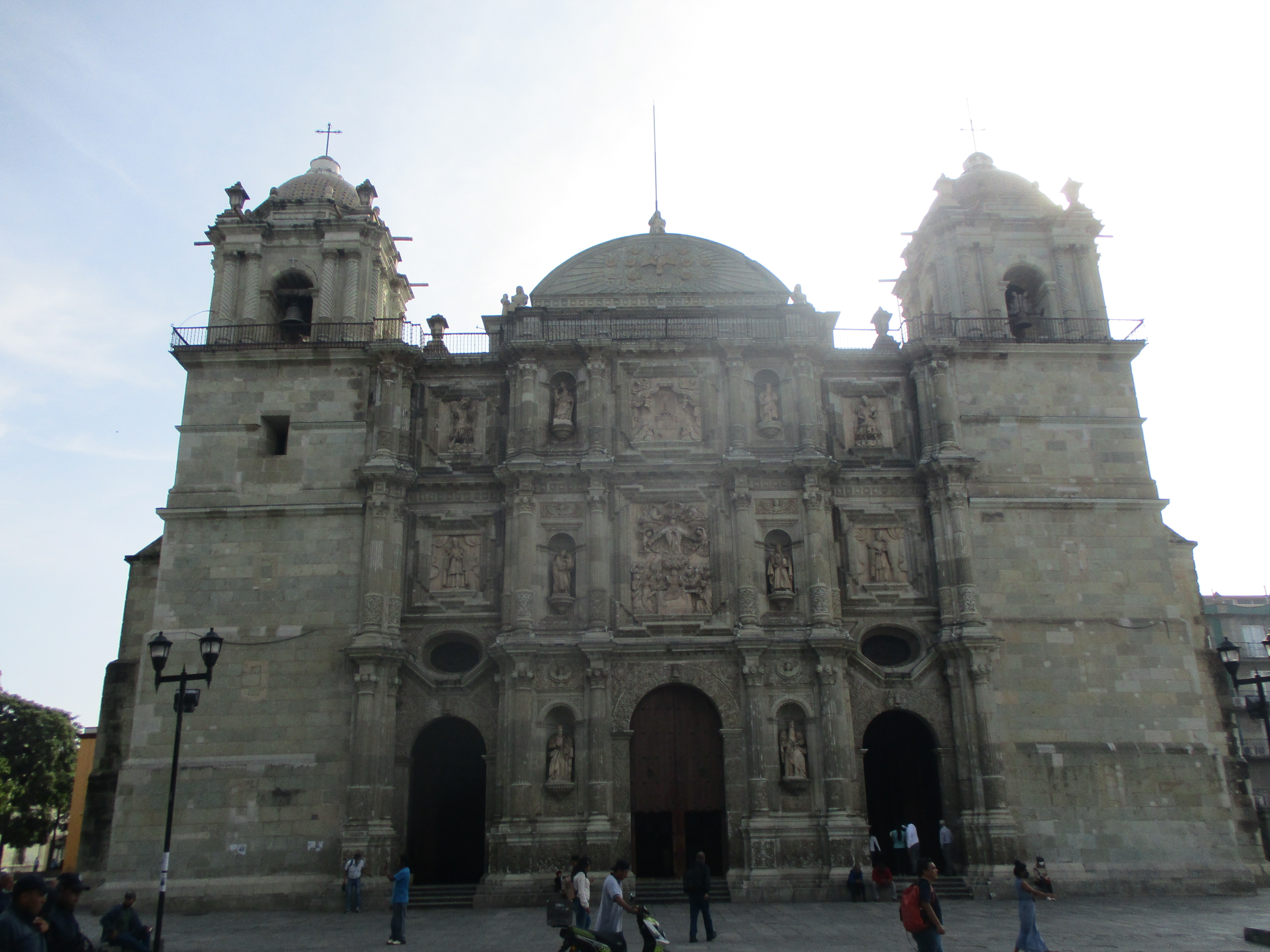
瓦哈卡大教堂

瓦哈卡大教堂，也被称为圣母升天都主教座堂，是第三座被建造的大教堂，因为前两座教堂在16世纪和18世纪被大地震摧毁。第三座教堂始建于1702年，1733年祝圣。它的正面是由瓦哈卡州建筑中常见的绿色石料制成的，内部是新古典主义风格。祭坛上有一尊圣母升天铜像（Nuestra Señora de al-Asunción），由塔多伊尼雕刻，在波菲里奥·迪亚斯担任总统期间在意大利铸造。

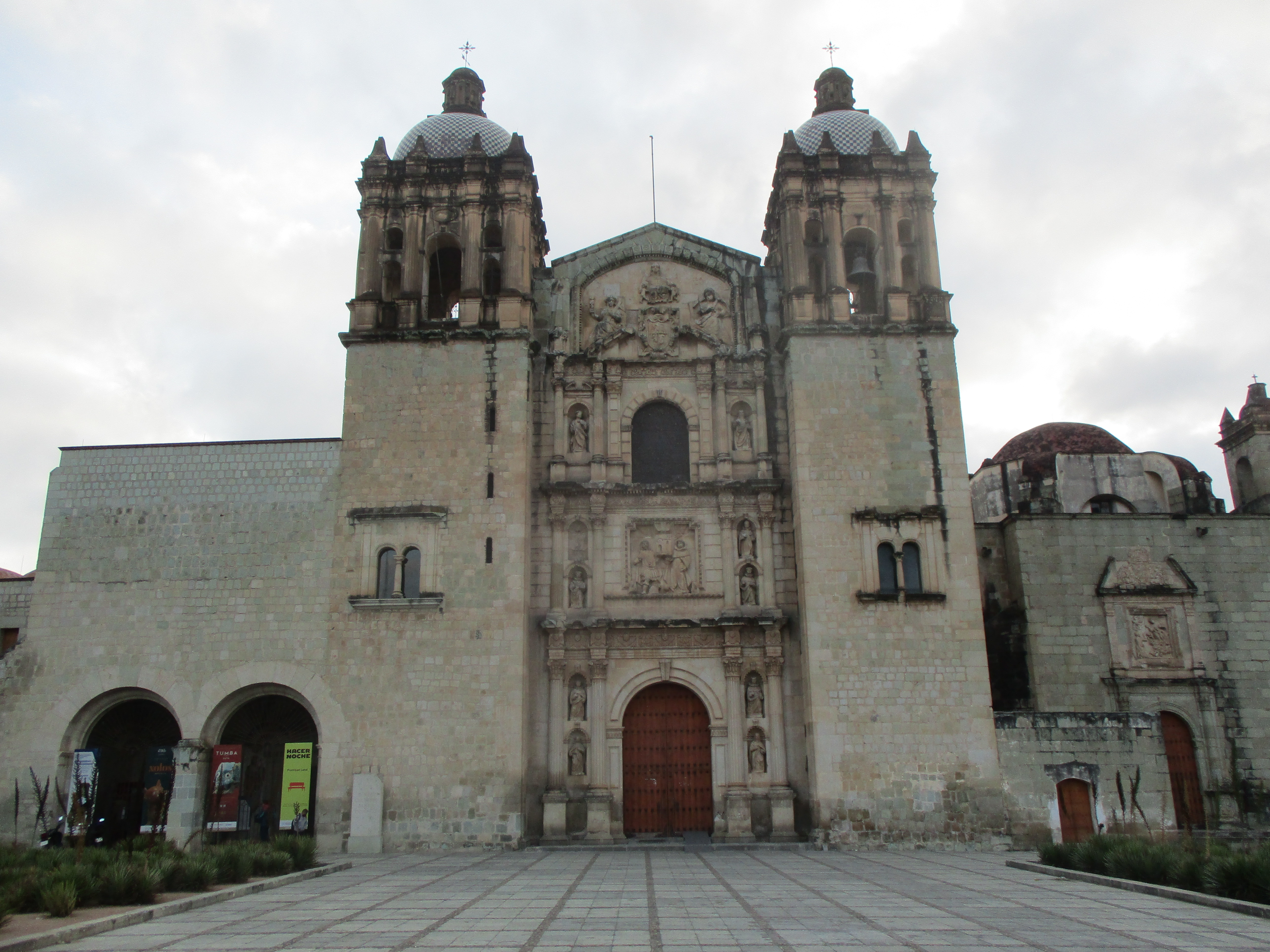
古斯曼的圣道明教堂

古斯曼的圣道明教堂和前修道院位于大教堂以北4个街区。它建于1555年至1666年之间。它分为两个部分：教堂和僧侣以前的工作生活区。教堂正面为文艺复兴风格，中央浮雕由圣道明和依玻里多托起。1860年左右，在改革（La Reforma）之后，教堂被改建为马厩，这导致了建筑的严重恶化。直到19世纪末，它被重新用于宗教仪式。工作生活区被改建为营房和军官宿舍。1994年，开始将该地区改建为圣道明文化中心。

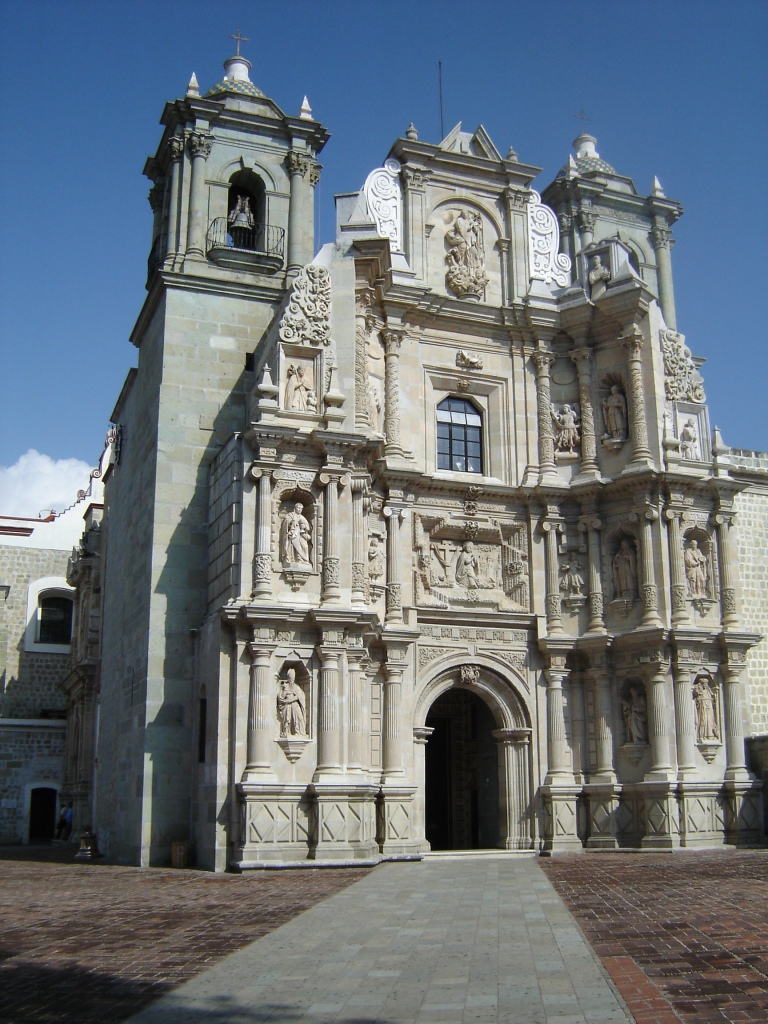
圣母七苦圣殿

圣母七苦圣殿位于独立大道大教堂以西四个街区。它是由费尔南多·门德斯神父在1682年至1697年间建造的，地点据称是一张圣母玛利亚的照片出现在一个盒子里的地方。这是1690年完成的巴洛克风格。它的前立面是由一块红色的石头雕刻而成的，看起来像一个折叠屏幕。在教堂的后面是七苦圣母圣殿博物馆，展示了圣母的服装、祭品和为纪念她而画的小画。 孤独的处女雕像被一枚2公斤重的用钻石镶嵌的纯金王冠冠冕，最近成为盗窃的对象。多年来，回廊已成为一个惩教设施、一所教师学院和一个地区检察官办公室。现在它充当市政宫殿。这座建筑保留了一些有价值的物品，如绘画、雕塑和宗教服装和一个日期为1686年的管风琴。
德尔卡门阿尔托教堂和前修道院属于加尔默罗会，他们于1696年在这里建立了传教基地。该建筑群最初是在瓦夏卡科的特奥卡利（神之家）上建造的一座修道院。该项目由曼努埃尔·费尔南德斯·菲亚洛资助。在17世纪末，这个空间的大部分被监狱和营房占据。
上帝圣若望教堂和前修道院（Templo y Exconvento de San Juan de Dios），瓦哈卡州现存最古老的教堂，1703年竣工。1521年，瓦哈卡州在这里举行了第一次弥撒。

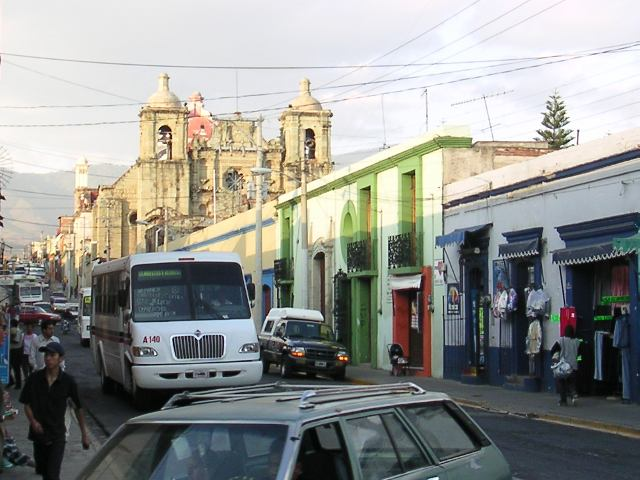
蒂科诺和帕拉西奥斯街，背景是圣斐理乃立教堂

圣斐理乃立教堂被认为是18世纪末巴洛克风格的经典例子，带有estipite（倒置金字墩）柱，并有一个大型镀金主祭坛画。虽然教堂整体为巴洛克风格，但大门也包含其他装饰元素。贝尼托·华雷斯于1841年在这里与玛加丽塔·马萨结婚。
圣卡塔琳娜前修道院建于16世纪下半叶，由道明会修士埃尔南多·德·卡尔瓦科斯建造，他也负责古斯曼的圣道明修道院。1862年，修道院成为监狱，19世纪末，南部成为市政宫。自1976年以来，它一直是一家名为皇家卡米诺的酒店。

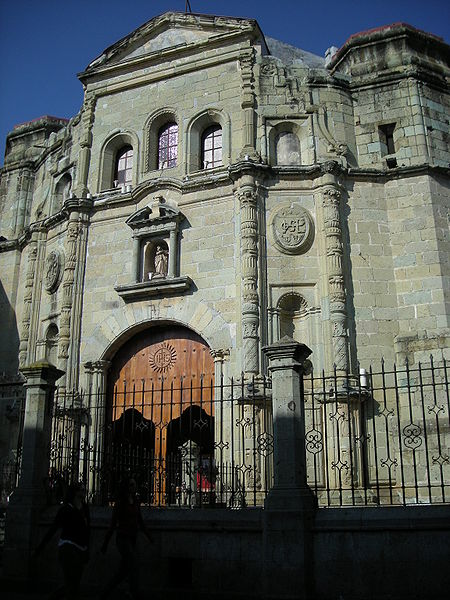
耶稣陪伴教堂

耶稣陪伴教堂（Iglesia de la Compañia de Jesús）位于索卡洛西南部，由耶稣会士于1579年建造，供奉给方济·沙勿略和圣母无染原罪。塔楼在一系列地震中被毁，再也没有重建。小教堂内有一尊瓜达露佩圣母雕像，上面用西班牙语、英语、纳瓦特尔语以及瓦哈卡州的其他12种语言（包括萨波特克语的4种方言）写着祈祷词。

### 博物馆和艺术中心
圣道明文化中心占用了圣道明教堂附属的前修道院建筑，于1996年修复，被认为是拉丁美洲最好的修复工程之一。这里展示了一些来自阿尔班山的重要文物。在文化中心的中央位置，有一个喷泉和一个非常大的楼梯的庭院。沿着庭院的通道有拱形天花板、圆顶和复杂的走廊。文化中心的大部分属于瓦哈卡文化博物馆，其入口是朝圣者用来进入建筑群教堂区域的入口。这座博物馆于1964年被安置在文化中心，最初位于艺术与文化研究所等地。该博物馆专门研究萨波特克和米斯特克文化，包括十个大厅和一个礼堂。在三号房间展示了“米斯特克珍宝”（Tesoro Mixteco），这是考古学家阿方索·卡索在阿尔班山7号墓中发现的一批祭品。珍宝包括了数百件由黄金和白银制成的珠宝。它们构成了古墨西哥最丰富的金银锻造收藏。另一个重要的展品是兰比铁科（Lambityeco）5号墓的文物，可以追溯到公元前700年的阿尔班山。博物馆也有专门陈列殖民时期日常用品的房间。该中心还包括弗莱·弗朗西斯科·德·布尔戈亚图书馆，该图书馆拥有瓦哈卡州贝尼托·华雷斯自治大学在15世纪至20世纪授予的25000多个学位。
当代艺术博物馆（Museo de Arte Contemporaneo de Oaxaca，缩写MACO）位于所谓的科尔特斯之家。它是该市最古老的建筑之一，也是最具代表性的非宗教建筑之一。它实际上可追溯到埃尔南·科尔特斯去世后，因此不可能用作他的房子。尽管经过多年的改造，它仍然保留了其基本布局，房间外围绕着三个庭院。建筑风格基本上是由瓦哈卡传统改造而成的安达卢西亚风格。立面有两层，门窗有过梁，并由熟铁栏杆保护。在立面的最左边，有两个拱形入口，允许马车进入第三个庭院。主入口为西班牙巴洛克风格，分为三层。在第一个中，有两个“tritóstila”柱支撑着有铁栏杆的阳台。在第二层，窗户两侧有两列所罗门式的柱子。窗户的侧柱用圆形装饰，过梁用倒曲线装饰。窗户的顶部是耶稣会士的印章。第三层有一个中央壁龛，壁龛上有一尊大天使雕塑，以及拉索·德拉·贝加和皮内罗家族的纹章。该群两侧为所罗门式的圆柱。这所房子被瓦哈卡州收购，最初是1986年瓦哈卡城市历史博物馆的所在地。这座博物馆是在州政府、何塞·戈麦斯基金会、画家弗朗西斯科·托莱多和国家美术与文学机构（INBAL）的帮助下创建的。它的永久收藏包括鲁菲诺·塔马约、托莱多、涅托、阿基诺斯和其他人的作品。
瓦哈卡画家博物馆（Museo de los Pintores Oaxaqueños）位于独立大道（Avenida Independencia）上的阿拉梅达·德·莱昂（Alameda de León）以北，位于一座18世纪的前豪宅中。它献给当地艺术家，如鲁道弗·莫拉莱斯，他们的作品进行永久展出。博物馆还举办了费利佩·莫拉莱斯、鲁道弗·涅托、亚历杭德罗·圣地亚哥和弗朗西斯科·托莱多的展览。
瓦哈卡文化之家曾是18世纪的七王子教堂和前修道院。唯一仍用于宗教目的的部分是小礼拜堂。该建筑群于20世纪60年代修复，1970年，文化之家开放。它是瓦哈卡文化协会的所在地，这是一个促进文化和艺术的州政府实体。
鲁菲诺·塔马约博物馆（Museo Arte Prehispánico de Rufino Tamayo）收藏了画家自己收藏的重要的前西班牙时期艺术作品。1974年，他将藏品和现在的博物馆捐赠给了家乡瓦哈卡州。这座被称为维拉纳萨之家的房子建于18世纪。它最初是国家博物馆档案室的所在地，后来成为今天的样子。博物馆展出了1150多件中美洲不同时期的作品，包括玛雅石碑、科利马州的陶瓷狗和墨西哥湾湾岸的石头脸。博物馆的目的是展示这些作品的美学和文化价值。
七苦前修道院宗教博物馆位于七苦圣母圣殿的旁边。它包含绘画、雕塑和法衣等物品。它位于老修道院的西南部。
瓦哈卡平面艺术学院收藏了大量现在和过去的平面设计作品。
华雷斯之家是一座专门展示贝尼托·华雷斯生平的博物馆。它原属于一个名叫安东尼奥·萨拉努埃瓦的人，但华雷斯从家乡格拉塔奥来到这里后，于1818年至1828年住在这里。它包含了与他的总统任期有关的文件，以及旨在重现那个时期环境的家具。建筑是18世纪在这座城市建造的典型住宅风格，位于加西亚·维希尔街609。它还包含了那个时期的一般文物，其中一些属于华雷斯本人。
瓦哈卡内斯托·桑切斯公共报纸图书馆（Hemeroteca Publica de Oaxaca“Nestor Sánchez”）位于圣道明前修道院后面，与民族花园（Jardin Ethobotánico）一起位于改革街和宪法街的拐角处。这两个占地超过2公顷，曾经是圣道明修道院的花园。

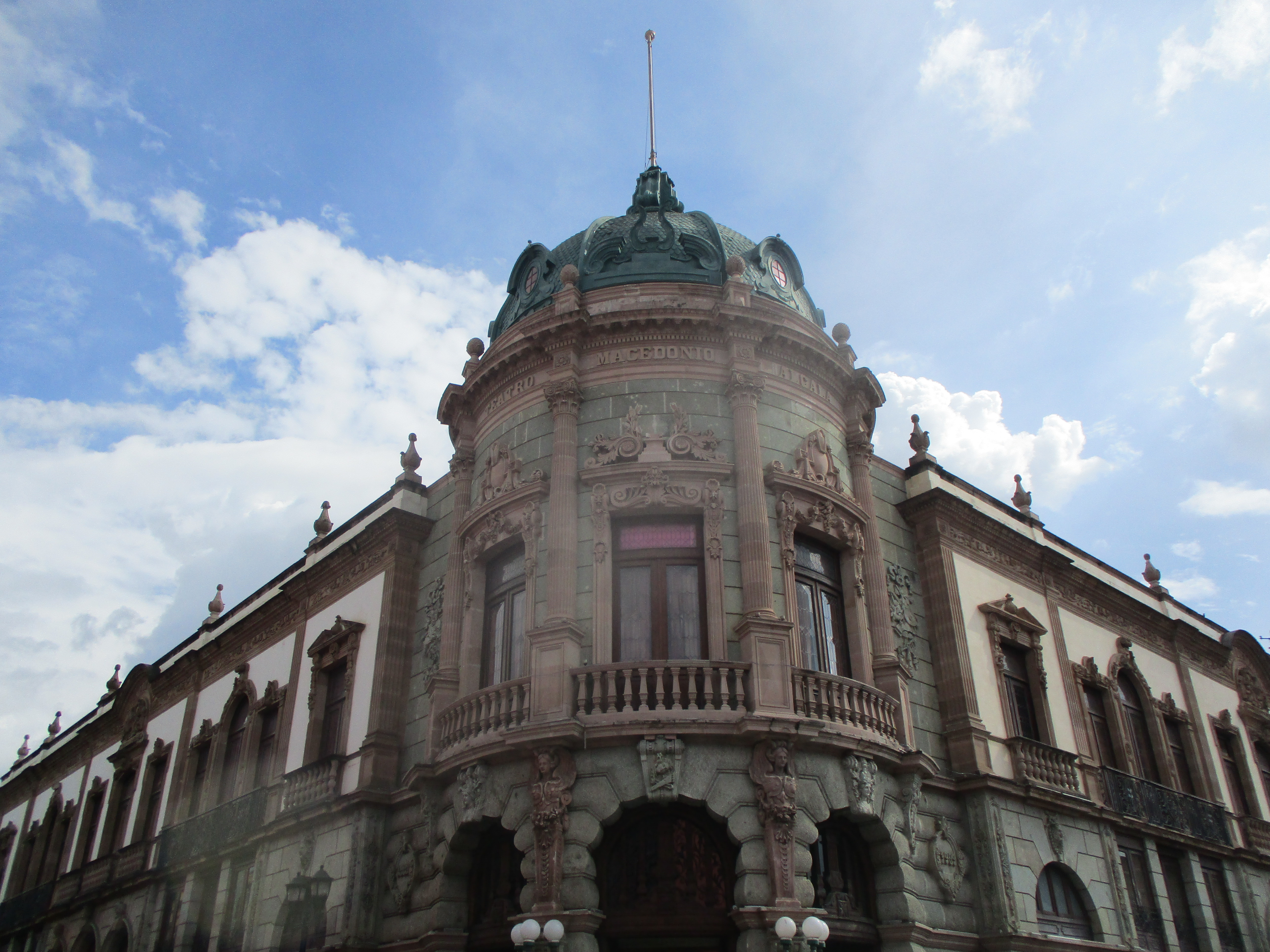
马塞多尼奥阿尔卡拉剧院

马塞多尼奥阿尔卡拉剧院（Teatro Macedonio Alcalá）是一个工作剧院，也收藏了浪漫主义艺术作品。建于1903年至1909年，最初被命名为路易斯·米埃尔·泰兰剧院。该设计是19世纪末20世纪初波菲里奥·迪亚斯时期的典型设计。后来更名为赫苏斯·卡兰萨剧院。现在的名字可以追溯到1932年，以纪念国歌《上帝不死》的作曲家。剧院有三个部分：门厅、大厅和舞台。主入口在拐角处。在阿尔曼塔街和洛佩斯街两侧，较低的楼层被商店和米格尔·卡布雷拉沙龙占据，该沙龙举办艺术展览。门廊是路易十五风格的，有一个白色大理石楼梯，大厅是“帝国”风格的，拟人化的柱子脱颖而出。
其他文化景点包括阿尔瓦雷斯·布拉沃摄影中心、瓦哈卡邮票博物馆、墨西哥南部铁路博物馆（位于旧火车站）和位于塞罗堡的天文馆。

### 阿尔班山

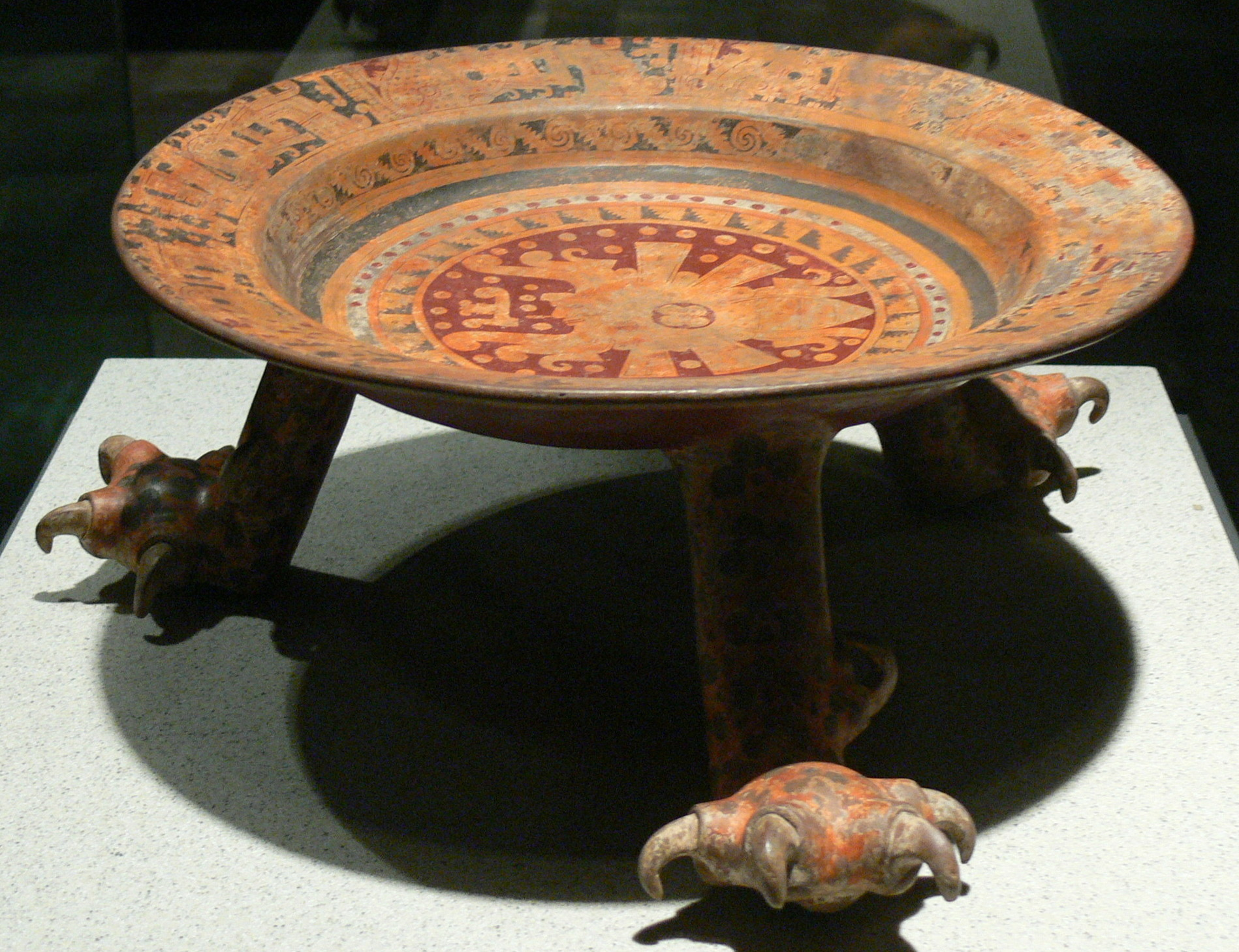
阿尔班山的陶瓷盘

阿尔班山是前西班牙时代的一座城市，是萨波特克人的古都。它在公元前500年至公元前800年间达到顶峰，约有35,000名居民。阿尔班山以其建筑、雕刻的石头和陶瓷瓮而闻名。1987年，它与瓦哈卡市一起被宣布为世界遗产。

### 市场

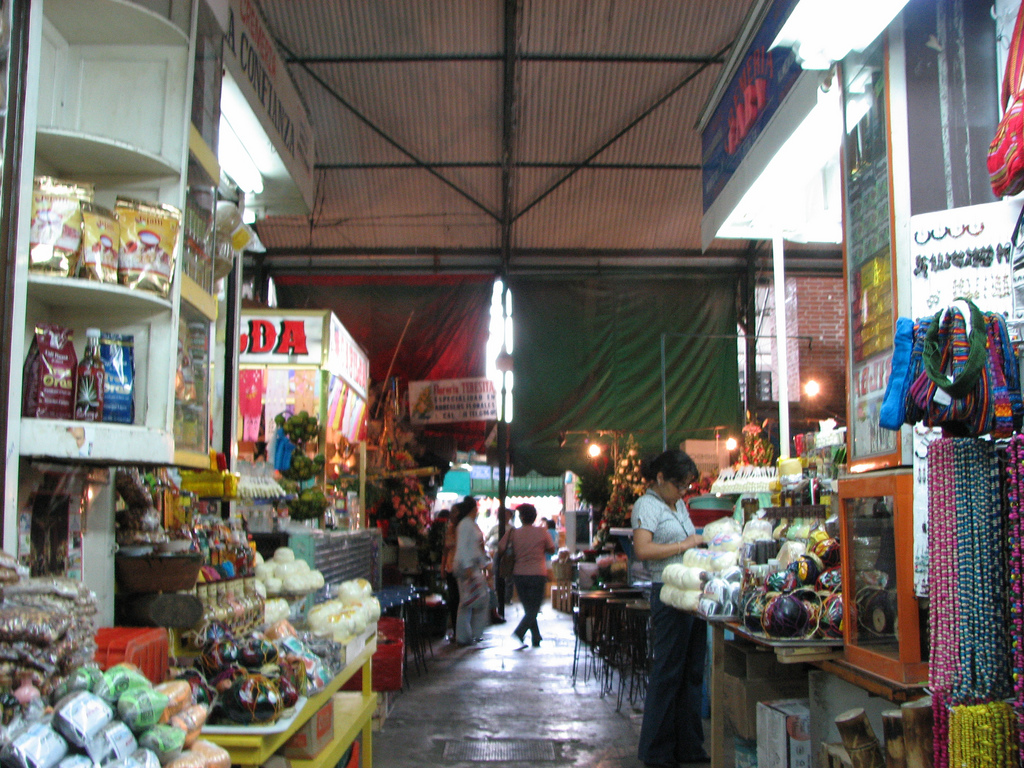
贝尼托·华雷斯市场里的摊位

贝尼托·华雷斯市场位于弗洛雷斯·马贡和拉斯卡萨斯的索卡洛以南一个街区，但它占据了整个街区，直到十一月二十日街和阿尔达马街。它提供鲜花、水果、冰、水果饮料、手工艺品、皮革制品、帽子和刀具等。南边的街区的官方名称是十一月二十日市场，但这个市场通常被称为“食品市场（Mercado de la Comida）”，因为这里的食品摊占主导地位。墨西哥《Desconocido》杂志推荐此地用于瓦哈卡地区的菜肴，如莫利酱、干腌肉、特拉尤达、pan de yema（一种鸡蛋面包）、chapulines（辣椒炒蚱蜢）、瓦哈卡奶酪（当地人称“quesillo”）、新鲜奶酪（“quesco fresco”），以及当地制作的大量热巧克力，这些巧克力通常加肉桂和杏仁调味。

### 公园和花园

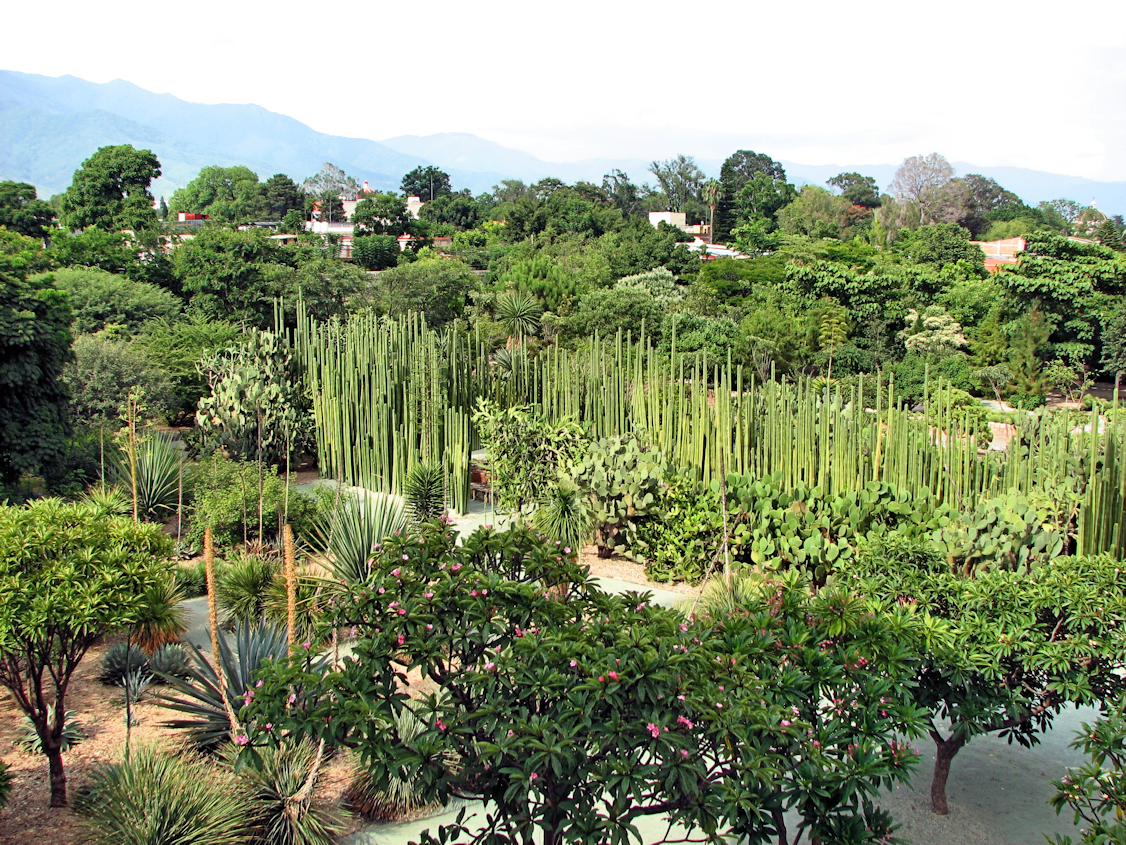
圣道明圣殿瓦哈卡民族植物学花园

该市有许多公园、花园和广场，其中许多都是以前的修道院用地，例如，围绕着前圣道明修道院的瓦哈卡花园（Jardín Etnobotánico de Oaxaca）。更为人所知的是位于塞罗堡脚下莫雷洛斯街上的丹萨广场和苏格拉底花园建筑群。它是以七苦圣殿和圣何塞教堂为界的区域的一部分。丹萨广场由爱德华多·巴斯孔塞洛斯于1959年建造，用于举办一年一度的Bani Stui Gulal（古代代表）舞蹈，在盖拉盖查节的前一天举行。广场还举办其他文化活动，包括艺术表演、音乐会和政治集会。苏格拉底花园是七苦圣殿的旧中庭，1881年改建为公共公园。它有一个当年铸造的青铜圣杯。1981年，花园进行了改建，在地板上增加了一层新的石头。它旁边的塞罗堡用石头字母写着贝尼托·华雷斯的名言，“El respeto al-derecho ajeno es la paz”（尊重他人的权利就是和平）。安东尼娅·拉瓦斯蒂达花园是以一名在法国干预期间与波菲里奥·迪亚斯并肩作战的妇女命名的。这个公园已经成为艺术家和工匠展示他们的作品的地方。

## 教育

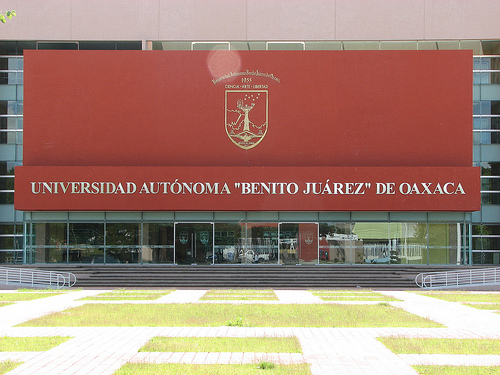
贝尼托·华雷斯自治大学主校区中央大楼

瓦哈卡市是几所大学的所在地。它是瓦哈卡贝尼托·华雷斯自治大学的所在地，该大学在城市的各个地方都有建筑。最显眼的建筑是位于历史悠久的市中心的大学中央大楼。它位于一座最初是科学研究所的建筑内。它建于1899年至1901年，采用当时学术机构流行的欧洲浪漫主义风格。然而，也可以看到土著风格，比如大门上方的顶饰。这座大楼里有法律和社会研究部以及体育馆。此外，中美洲大学在该市设有分校。瓦哈卡阿纳瓦克大学成立于2000年。

## 交通
瓦哈卡索索科特兰机场（IATA代码OAX）位于市中心以南约7公里处。大多数航班都是飞往墨西哥城的中转航班，但也有飞往瓦图尔克、坎昆、图斯特拉古铁雷斯和蒂华纳的航班。此外，美国航空公司和联合航空公司都有直达航班往返于瓦哈卡及其各自位于达拉斯和休斯顿的美国枢纽机场。
该市有单独的一等和二等公共汽车站，为瓦哈卡州的大多数地方提供服务，包括沿海度假胜地瓦图尔科、埃斯孔迪多港、天使港和国家皮诺特帕，还提供前往普埃布拉和墨西哥城以及韦拉克鲁斯等其他墨西哥地点的长途服务。瓦哈卡市内有几条公交线路。最大的是TUSUG，一种合作型公司。所有司机都拥有自己的公交车，并在其他司机的帮助下购买新公交车。
服务于瓦哈卡的主要公路是175号和131号联邦公路，向南通往瓦哈卡海岸度假胜地；190号和125号国道，西南至国家皮诺特帕；通往墨西哥城的190号和130号国道；150D/131D高速公路提供前往墨西哥城的更快路线；175号国道往北通往韦拉克鲁斯市。

## 周边城镇
许多小城镇围绕着主城，在经济和文化上与主城紧密相连。其中一些城镇以生产某些工艺品而闻名，这些工艺品被认定为瓦哈卡的三个中心山谷。在这些城镇，人们可以看到以传统方式生产的作坊和工艺品，尽管这些城镇的大多数产品都在主城销售。圣玛利亚阿特松帕生产绿色釉面玻璃镶嵌陶器，而圣安东尼奥阿拉索拉和圣马丁蒂尔卡赫特则制作小彩绘木偶阿莱布里赫。圣巴托洛科约特佩克以其黑黏土陶器而闻名，山谷中特奥蒂特兰用羊毛制作挂毯和地毯。这些地毯以其传统上使用天然染料制成的颜色和几何图案而闻名；生长在附近山区的野生万寿菊，佩里孔，会生成金黄色；胭脂虫，一种本地昆虫，会生成红色；在该州较热的地区饲养的靛蓝色，会生成蓝色。
此外，瓦哈卡市和周边城镇也有集市日，人们可以在那里参观当天设立的露天市场。一周中的每一天都有市场。米亚瓦特兰的星期一是购买日常必需品的地方，阿约奎斯科的星期二是以木制家具闻名的地方。周三，人们前往埃特拉和希玛特兰购买乳制品，尤其是奶酪。星期四是为埃胡特拉和萨阿奇拉的两个最大的市场保留的。周五，在科约特佩克、哈里耶察和奥科特兰，出售阿特松帕的棉纺织品、刺绣上衣、玉米壳花和釉陶。星期六是为瓦哈卡主城市场保留的，最后，星期天在特拉科卢拉出售梅斯卡尔酒。

## 瓦哈卡市政
该市总面积为85.48平方公里，截至2021年，居住在瓦哈卡市边界内或周围的人口约为715,000人。在殖民时代，许多土著人口要么被屠杀，要么死于欧洲传来的疾病，16个不同的族裔群体继续居住在该市。西班牙语是最常用的语言，但根据2005年人口普查，20,109人讲土著语言，占人口的7%至8%。
该市与圣巴勃罗埃特拉、圣安东尼奥德拉卡尔、圣克鲁斯索索科特兰、圣安德雷斯瓦亚帕姆、圣阿古斯丁亚塔雷尼、圣卢西亚德尔卡米诺、圣玛丽亚阿特松帕和圣哈辛托阿米尔帕斯接壤。
它位于南马德雷山脉的瓦哈卡谷，位于该州地理中心附近17°03′38〃北纬 96°43′31〃西经，海拔约1550米（5000英尺）。该地区被称为三个中央山谷（Valles Centrales）地区，周围是茂密的松树和加州栎。

## 名人
- 贝尼托·华雷斯，墨西哥总统
- 波菲里奥·迪亚斯，墨西哥总统
- 何塞·巴斯孔塞洛斯，政治家，哲学家
- 里卡多·弗洛雷斯·马贡，无政府主义者
- 鲁道弗·莫拉莱斯（英语：Rodolfo Morales），艺术家
- 鲁菲诺·塔马约（英语：Rufino Tamayo），艺术家
- 弗朗西斯科·托莱多（英语：Francisco Toledo），艺术家
- 利拉·唐斯，歌手
- 温尼·卡斯蒂亚，职棒大联盟运动员
- 赫罗尼莫·希尔（英语：Gerónimo Gil），职棒大联盟运动员
- 马塞多尼奥·阿尔卡拉（英语：Macedonio Alcalá），作曲家
- 娜迪亚·伊冯·洛佩斯·阿尤索（英语：Nadia Yvonne López Ayuso），歌手
- 玛丽亚·萨比纳（英语：María Sabina），萨满
- 卡洛斯·玛丽亚·德·布斯塔曼特（英语：Carlos María de Bustamante），政治家，历史学家
- 苏珊娜·阿尔普（英语：Susana Harp），歌手
- 亚历杭德拉·罗布雷斯（英语：Alejandra Robles），歌手和舞者

## 友好城市
- 法國 吕埃-马尔迈松
- 美国 帕罗奥图 [25]